# Edgemont (Maryland)
Edgemont est une census-designated place située dans le comté de Washington, dans l’État du Maryland, aux États-Unis. Lors du recensement de 2020, elle comptait 218 habitants.